# Hanna Voos
Hanna Voos, pseudoniem van Lucienne Jeanne Devos, (Houdeng-Gœgnies, 14 mei 1910 - Charleroi, 17 maart 1990) was een Belgische danseres, choreografe en pedagoge. Zij was de oprichtster van het Ballet royal de Wallonie, de Waalse evenknie van het Koninklijk Ballet van Vlaanderen van Jeanne Brabants.

## Levensloop
Zij was een dochter van Joseph Auguste Devos, afkomstig uit het Oost-Vlaamse Schorisse, die naar Wallonië was verhuisd en er werk had gevonden als mijnwerker. Ze behaalde een diploma in de economische wetenschappen vooraleer zij zich volledig zou toeleggen op het ballet.
Devos volgde balletles in Milaan en bij Valentina Belova aan de Koninklijke Vlaamse Opera te Antwerpen. Sterk beïnvloed door het ballet Der Grüne Tisch van Kurt Jooss, volgde ze daarna nog les in diens school van Dartington Hall in Engeland waar ze de moderne dans ontdekte.
In 1943 nam ze de naam Hanna Voos aan en richtte Les Ballets de Hanna Voos op. Onmiddellijk na de Tweede Wereldoorlog werd ze door Ninette de Valois uitgenodigd om gedurende drie jaar cursussen danspedagogie te volgen in haar school aan het Sadler's Wells Theatre in Londen.
Vanaf 1945 was Voos balletmeesteres bij het Théâtre royal van Bergen en vanaf 1957 eveneens aan het Palais des beaux-arts van Charleroi. Even later verenigde ze beide balletgroepen en richtte zij het Ballet du Hainaut op, dat in Bergen onderdak vond. Voos nam de meeste choreografieën die de balletgroep opvoerde voor haar rekening. Voor de Wereldtentoonstelling van 1958 creëerde zij Les Porcelaines de Tournay.
In 1966 werd ook de balletgroep van het Théâtre royal van Luik opgenomen in het balletgezelschap dat op hetzelfde moment naar Charleroi verhuisde en de naam Ballet de Wallonie aannam. Voos werd de artistieke directrice van het gezelschap. De eerste choreografie die zij voor het nieuwe gezelschap creëerde was The Fairy-Queen van Henry Purcell dat met medewerking van het Orchestre philharmonique royal de Liège werd opgevoerd bij de opening van het nieuwe theaterseizoen in het Palais des Beaux-Arts. Het balletgezelschap bleef nadien jaarlijks het theaterseizoen openen tot in 1990. Regelmatig werden bekende gastdansers en gastchoreografen zoals Jeanne Brabants (die zij tijdens haar opleiding in Londen voor het eerst had ontmoet) en Jorge Lefebre (die haar later als directeur zou opvolgen) uitgenodigd. Het gezelschap, dat een vrij klassiek repertoire had, ondernam diverse buitenlandse tournees en nam eveneens deel aan internationale festivals. Met Jeanne Brabants, die het Ballet van Vlaanderen had opgericht, organiseerde ze op regelmatige basis uitwisselingen tussen beide gezelschappen.
Op 10 december 1976, de dag dat het Ballet van Wallonië het predicaat Koninklijk kreeg, kondigde Voos haar afscheid aan.
Hanna Voos huwde tweemaal, eerst met een onderwijzer waarvan ze scheidde en daarna met Max Drechsel, hoogleraar en later rector aan de Université de Mons-Hainaut. Zij stierf in 1990 op 79-jarige leeftijd.